# Saunders-Roe SR.A/1
Le Saunders-Roe SR.A/1 était un projet britannique d'avion de chasse à la formule particulièrement originale : un hydravion à réaction. Rendu caduc par la fin de la Guerre du Pacifique, son développement passa au second plan et il n'effectua ses essais qu'en 1947 avant d'être officiellement abandonné par le Ministère de l'Air en 1951.

## Origine du concept
Le projet Saunders-Roe R./A.1 s'explique par les succès modestes obtenus par la Marine impériale japonaise avec des chasseurs hydravions comme le Nakajima A6M2-N (une version du Zero) et le Kawanishi N1K. Très populaires dans les années 1930, les hydravions, selon H.F. King, avaient rendu quelques services au cours de la guerre sans cependant qu'on en parle beaucoup dans la presse. Jusqu'à la mise en service du Gloster Gladiator, tous les chasseurs britanniques embarqués disposaient d'un train interchangeable, tantôt pour l'atterrissage ou l'amerrissage. Le système de l'hydravion était idéal pour un théâtre d'opération comme le Pacifique : d'un littoral paisible, il pouvait faire un véritable aérodrome ; mais leur principal inconvénient tenait au maître-couple du flotteur d'amerrissage, véritable handicap contre les chasseurs conventionnels.
Tout au long de la guerre, les Britanniques, à la différence des Français et des Italiens, s'étaient fort peu servi d'hydravions, leur préférant les porte-avions et les chasseurs à longue portée pour leurs opérations. Plusieurs adaptations du Hawker Hurricane et du Supermarine Spitfire en hydravion avaient été mises en service lors de la Campagne de Norvège, mais la victoire rapide des Allemands sur ce front n'avait pas permis d'en montrer l'intérêt et l'on cessa de construire des chasseurs hydravions. Ce retard décida le constructeur britannique Saunders-Roe à donner un second souffle aux hydravions grâce aux possibilités nouvelles offertes par les réacteurs. En supprimant l'encombrement qu'exigeait une hélice, il devenait possible d'abaisser le centre de gravité du fuselage et de le concevoir comme une coque de bateau. On estima la vitesse de vol de l'appareil avec un réacteur de Havilland Goblin à 835 km/h à 12 000 m.
Les ingénieurs de Saunders-Roe pensaient que la possibilité de faire décoller les hydravions plus près de leurs cibles que des appareils conventionnels, faciliterait la préparation des missions, particulièrement celles d'attaque. Les premiers avions à réaction souffraient en effet tous d'un problème de rayon d'action à cause de leur consommation : en leur permettant l'amerrissage, ce défaut était en partie compensé.

## Le contrat gouvernemental
Saunders-Roe présenta son projet, nommé SR.44, au Ministère de l'Air à la mi-1943. Parmi diverses critiques  des fonctionnaires du ministère, il y avait l'élancement insuffisant de la voilure pour un chasseur d'altitude. En réponse à ces critiques, on améliora et affina le profilage de l'hydravion. Au mois d'avril 1944, le Ministère de l'Air publia les Observations E.6/44 sur ce projet modifié. Le mois suivant, Saunders-Roe obtenait un nouveau contrat pour la production de trois prototypes.
Le SR.A/1 promettait de monter un certain nombre d'attaques sur le théâtre d'opération Pacifique contre le Japon; c'est pourquoi les autorités britanniques donnèrent une priorité élevée au développement de cette arme ; mais avec la fin de la Guerre du Pacifique en août 1945, Saunders-Roe décida de concentrer ses efforts sur le long-courrier civil Saunders-Roe Princess.